# Viento Sur
Viento Sur és una revista política d'anàlisi de l'actualitat que s'edita amb periodicitat bimestral des de 1991 a Espanya.

## Línia editorial
Té com a referència i perspectiva política un marxisme obert i el foment de la comunicació i la trobada amb altres corrents del pensament crític. Els articles publicats en la revista tracten temes d'actualitat política internacional, moviments socials, i qüestions teòriques. Ha posat èmfasi especial en la cobertura dels debats lligats al moviment altermundialista i els processos polítics i socials d'Amèrica Llatina.

## Revista i pàgina Web
La revista està estructurada en diferents seccions: "El desorden global" (sobre temes internacionals), "Miradas" (secció de fotografia), "Plural" (dossier central de cada revista), "Plural 2" (secció amb texts diversos de reflexió i debat), "Voces" (secció de literatura), "Debates" (secció de debat sobre articles publicats en la revista), "Futuro anterior" (secció d'història), "Aquí y ahora" (actualitat política i social d'Espanya), "Subrayados" (ressenyes de llibres). La revista inclou també una "Propuesta gráfica", obra original de pintors(es), dibuixants i grafistas. Juntament amb la revista impresa la revista té una web amb materials específics.

### Edició i redacció
Viento Sur està editat per Miguel Romero, i el seu comitè de redacció està format per: Josep Maria Antentas, Andreu Coll, Antonio Crespo, Josu Egireun, Manolo Garí, Roberto Montoya, Alberto Nadal, Carmen Ochoa, Jaime Pastor Verdú, Carlos Sevilla, Pilar Soto, Miguel Urbán Crespo i Esther Vivas.

### Consell Editorial
El Consell Editorial està compost per: Luis Alegre Zahonero, Nacho Ávarez-Peralta, Iñaki Bárcena, Martí Caussa Calvet, Manolo Garí, Iñigo Errejón, Sandra Ezquerra, Ramón Fernández Durán (difunt), José Galante, Joana García Grenzner, Pepe Gutiérrez-Álvarez, Pedro Ibarra, Petxo Idoyaga, Gloria Marín, Ladislao Martínez (difunt), Bibiana Medialdea, Justa Montero, Daniel Pereyra, Enric Prat i Begoña Zabala.
La revista ha realitzat labors editorials en col·laboració amb editorials com La Catarata, Icaria Editorial o El Viejo Topo i organitza de forma regular actes públics i presentacions de llibres i revistes.

## Autors que publiquen en Viento Sur
Alguns dels autors destacats en el pensament polític crític internacional que publiquen en Viento Sur són: Daniel Bensaïd, Michael Löwy, David Harvey, Perry Anderson, Michel Warschawski, Pablo Pérez Ganfornina, Éric Toussaint o Gilbert Achcar.